# Leichtathletik-Länderkampf der Männer 1961 BR Deutschland – Tschechoslowakei
| 11. Leichtathletik-Länderkampf mit bundesdeutscher Beteiligung 1961 | 11. Leichtathletik-Länderkampf mit bundesdeutscher Beteiligung 1961 |               |
| ------------------------------------------------------------------- | ------------------------------------------------------------------- | ------------- |
|                                                                     |                                                                     |               |
| Ländervergleich der Männer: BR Deutschland – Tschechoslowakei       |                                                                     |               |
| Austragungsort                                                      | Ludwigshafen am Rhein                                               |               |
| Wettbewerbe                                                         | 20                                                                  |               |
| Datum                                                               | 30. September / 1. Oktober 1961                                     |               |
| 1. FRG 2. CSK                                                       | 122 Punkte 090 Punkte                                               |               |
| Chronik                                                             |                                                                     |               |
| ← SUI-FRG Geher (M)                                                 | FRG-HUN (M) →                                                       | FRG-HUN (M) → |

Der elfte Vergleich des Länderkampfjahres 1961 führte die bundesdeutschen Männer nach Prag. Am 30. September und 1. Oktober wurde dort die sechste Begegnung gegen die Tschechoslowakei ausgetragen. Die Frauen hatten am 12. August in Pilsen schon einen Länderkampf mit diesem Gegner durchgeführt. Die Männer hatten im vorangegangenen Vergleich zwei Jahre zuvor gegen die Tschechoslowakei eine Niederlage erlitten, als sie wegen einer Japanreise ihrer Spitzenathleten mit einer Zweitbesetzung hatten antreten müssen. Die vier weiter zurückliegenden Begegnungen hatte Deutschland jeweils für sich entschieden.

## Wettbewerbe und Modus
Auf dem Programm standen die bei Länderkämpfen üblichen zwanzig Disziplinen. Aus dem olympischen Wettbewerbskatalog fehlten nur der Marathonlauf, die beiden Gehdisziplinen und der Zehnkampf. Die Wertung erfolgte in allen Disziplinen nach dem Standardsystem.

## Ergebnis
Im Laufbereich und in den Sprüngen zeigten sich die bundesdeutschen Leichtathleten deutlich überlegen. Acht Laufwettbewerbe gingen bei vier Doppelerfolgen an die Bundesrepublik Deutschland, zwei Läufe gewann die Tschechoslowakei. Auch in beiden Staffeln lag die Bundesrepublik vorn. Drei Sprungwettbewerbe entschieden die bundesdeutschen Sportler bei einem Doppelerfolg für sich, für die Tschechoslowaken blieb hier ein Sieg im Stabhochsprung, diesen errangen sie mit einem Doppelerfolg. Lediglich im Bereich Wurf/Stoß war die Tschechoslowakei mit drei gewonnenen Disziplinen – eine davon mit Doppelerfolg – die stärkere Nation. Nur im Speerwurf belegten zwei bundesdeutsche Athleten die Ränge eins und zwei. Im Länderkampf siegte die Bundesrepublik Deutschland so mit 122 zu neunzig Punkten.

## Resultate

### 100 m
| Platz | Athlet              | Land | Zeit (s) |
| ----- | ------------------- | ---- | -------- |
| 1     | Alfred Hebauf       | FRG  | 10,5     |
| 2     | Vilém Mandlík       | CSK  | 10,5     |
| 3     | Manfred Germar      | FRG  | 10,6     |
| 4     | František Mikluscak | CSK  | 10,7     |

Datum: 30. September

### 200 m
| Platz | Athlet              | Land | Zeit (s) |
| ----- | ------------------- | ---- | -------- |
| 1     | Manfred Germar      | FRG  | 21,3     |
| 2     | Josef Trousil       | CSK  | 21,7     |
| 3     | František Mikluscak | CSK  | 21,8     |
| 4     | Hans-Joachim Oswald | FRG  | 21,9     |

Datum: 1. Oktober

### 400 m
| Platz | Athlet         | Land | Zeit (s) |
| ----- | -------------- | ---- | -------- |
| 1     | Manfred Kinder | FRG  | 46,6     |
| 2     | Carl Kaufmann  | FRG  | 47,3     |
| 3     | Josef Trousil  | CSK  | 47,      |
| 4     | Jaroslaw Šlegr | CSK  | 48,6     |

Datum: 30. September

### 800 m
| Platz | Athlet           | Land | Zeit (min) |
| ----- | ---------------- | ---- | ---------- |
| 1     | Herbert Missalla | FRG  | 1:50,7     |
| 2     | Josef Odložil    | CSK  | 1:50,8     |
| 3     | Jörg Balke       | FRG  | 1:51,2     |
| 4     | Milan Jilek      | CSK  | 1:51,4     |

Datum: 30. September

### 1500 m
| Platz | Athlet              | Land | Zeit (min) |
| ----- | ------------------- | ---- | ---------- |
| 1     | Tomáš Salinger      | CSK  | 3:51,6     |
| 2     | Karl Eyerkaufer     | FRG  | 3:51,6     |
| 3     | Klaus Lehmann       | FRG  | 3:52,0     |
| 4     | Pavel Faschingbauer | CSK  | 3:52,2     |

Datum: 1. Oktober

### 5000 m
| Platz | Athlet                | Land | Zeit (min) |
| ----- | --------------------- | ---- | ---------- |
| 1     | Wilhelm-Rüdiger Böhme | FRG  | 14:23,6    |
| 2     | Horst Flosbach        | FRG  | 14:24,8    |
| 3     | Mirek Jurek           | CSK  | 14:26,8    |
| 4     | Jaroslaw Bchatý       | CSK  | 14:34,4    |

Datum: 30. September

### 10.000 m
| Platz | Athlet          | Land | Zeit (min) |
| ----- | --------------- | ---- | ---------- |
| 1     | Gustav Disse    | FRG  | 30:03,0    |
| 2     | Roland Watschke | FRG  | 30:10,4    |
| 3     | Miroslav Jurek  | CSK  | 30:12,0    |
| 4     | Josef Tomáš     | CSK  | 31:04,0    |

Datum: 1. Oktober

### 110 m Hürden
| Platz | Athlet            | Land | Zeit (s) |
| ----- | ----------------- | ---- | -------- |
| 1     | Walter Pensberger | FRG  | 14,4     |
| 2     | Klaus Willimczik  | FRG  | 14,6     |
| 3     | Pavel Kurfürst    | CSK  | 14,7     |
| 4     | Milan Čečman      | CSK  | 14,8     |

Datum: 30. September

### 400 m Hürden
| Platz | Athlet         | Land | Zeit (s) |
| ----- | -------------- | ---- | -------- |
| 1     | Helmut Janz    | FRG  | 51,9     |
| 2     | Jaroslav Jareš | CSK  | 52,8     |
| 3     | Manfred Wagner | FRG  | 54,1     |
| 4     | Miroslaw David | CSK  | 58,7     |

Datum: 1. Oktober

### 3000 m Hindernis
| Platz | Athlet           | Land | Zeit (min) |
| ----- | ---------------- | ---- | ---------- |
| 1     | Bohomel Zhanal   | CSK  | 8:58,6     |
| 2     | Ludwig Müller    | FRG  | 9:03,8     |
| 3     | Karel Szotkowski | CSK  | 9:08,0     |
| 4     | Wolfgang Fricke  | FRG  | 9:09,8     |

Datum: 1. Oktober

### 4 × 100 m Staffel
| Platz | Besetzung        | Land                                                    | Zeit (s) |
| ----- | ---------------- | ------------------------------------------------------- | -------- |
| 1     | BR Deutschland   | Alfred Hebauf Peter Gamper Klaus Ulonska Manfred Germar | 40,7     |
| 2     | Tschechoslowakei | Kovalcin František Mikluscak Vilém Mandlík Mykina       | 41,2     |

Datum: 30. September

### 4 × 400 m Staffel
| Platz | Besetzung        | Land                                                            | Zeit (min) |
| ----- | ---------------- | --------------------------------------------------------------- | ---------- |
| 1     | BR Deutschland   | Hans-Joachim Reske Johannes Kaiser Manfred Kinder Carl Kaufmann | 3:11,2     |
| 2     | Tschechoslowakei | Zdeněk Váňa Josef Trousil Josef Odložil Jaroslaw Šlegr          | 3:12,8     |

Datum: 1. Oktober

### Hochsprung
| Platz | Athlet           | Land | Höhe (m) |
| ----- | ---------------- | ---- | -------- |
| 1     | Peter Riebensahm | FRG  | 2,07     |
| 2     | Milan Valenta    | CSK  | 2,01     |
| 3     | Peter Elbogen    | CSK  | 1,95     |
| 4     | Theo Püll        | FRG  | 1,95     |

Datum: 1. Oktober

### Stabhochsprung
| Platz | Athlet         | Land | Höhe (m) |
| ----- | -------------- | ---- | -------- |
| 1     | Zdeněk Breicha | CSK  | 4,30     |
| 1     | Rudolf Tomášek | CSK  | 4,30     |
| 3     | Klaus Lehnertz | FRG  | 4,20     |
| 4     | Dieter Möhring | FRG  | 4,20     |

Datum: 30. September

### Weitsprung
| Platz | Athlet             | Land | Weite (m) |
| ----- | ------------------ | ---- | --------- |
| 1     | Wolfgang Klein     | FRG  | 7,58      |
| 2     | Manfred Molzberger | FRG  | 7,33      |
| 3     | Jan Netopilík      | CSK  | 7,5138    |
| 4     | Josef Bilek        | CSK  | 6,89      |

Datum: 1. Oktober

### Dreisprung
| Platz | Athlet            | Land | Weite (m) |
| ----- | ----------------- | ---- | --------- |
| 1     | Jörg Wischmeier   | FRG  | 15,17     |
| 2     | František Krupala | CSK  | 15,09     |
| 3     | Günter Zeiß       | FRG  | 15,03     |
| 4     | Vlastimil Kalecký | CSK  | 14,77     |

Datum: 30. September

### Kugelstoßen
| Platz | Athlet          | Land | Weite (m) |
| ----- | --------------- | ---- | --------- |
| 1     | Jiří Skobla     | CSK  | 17,68     |
| 2     | Dietrich Urbach | FRG  | 17,65     |
| 3     | Hermann Lingnau | FRG  | 17,40     |
| 4     | Jaroslav Plíhal | CSK  | 16,91     |

Datum: 1. Oktober

### Diskuswurf
| Platz | Athlet       | Land | Weite (m) |
| ----- | ------------ | ---- | --------- |
| 1     | Zdeněk Němeč | CSK  | 55,12     |
| 2     | Zdeněk Čihák | CSK  | 52,26     |
| 3     | Jens Reimers | FRG  | 51,13     |
| 4     | Helmut Diehl | FRG  | 50,16     |

Datum: 30. September

### Hammerwurf
| Platz | Athlet         | Land | Weite (m) |
| ----- | -------------- | ---- | --------- |
| 1     | Josef Matoušek | CSK  | 63,79     |
| 2     | Hans Fahsl     | FRG  | 63,53     |
| 3     | Josef Málek    | CSK  | 63,51     |
| 4     | Hans Wulff     | FRG  | 61,41     |

Datum: 30. September

### Speerwurf
| Platz | Athlet        | Land | Weite (m) |
| ----- | ------------- | ---- | --------- |
| 1     | Rolf Herings  | FRG  | 78,08     |
| 2     | Hans Schenk   | FRG  | 77,01     |
| 3     | Miloš Vojtek  | CSK  | 70,55     |
| 4     | Josef Dušátko | CSK  | 68,43     |

Datum: 1. Oktober